# Zeto

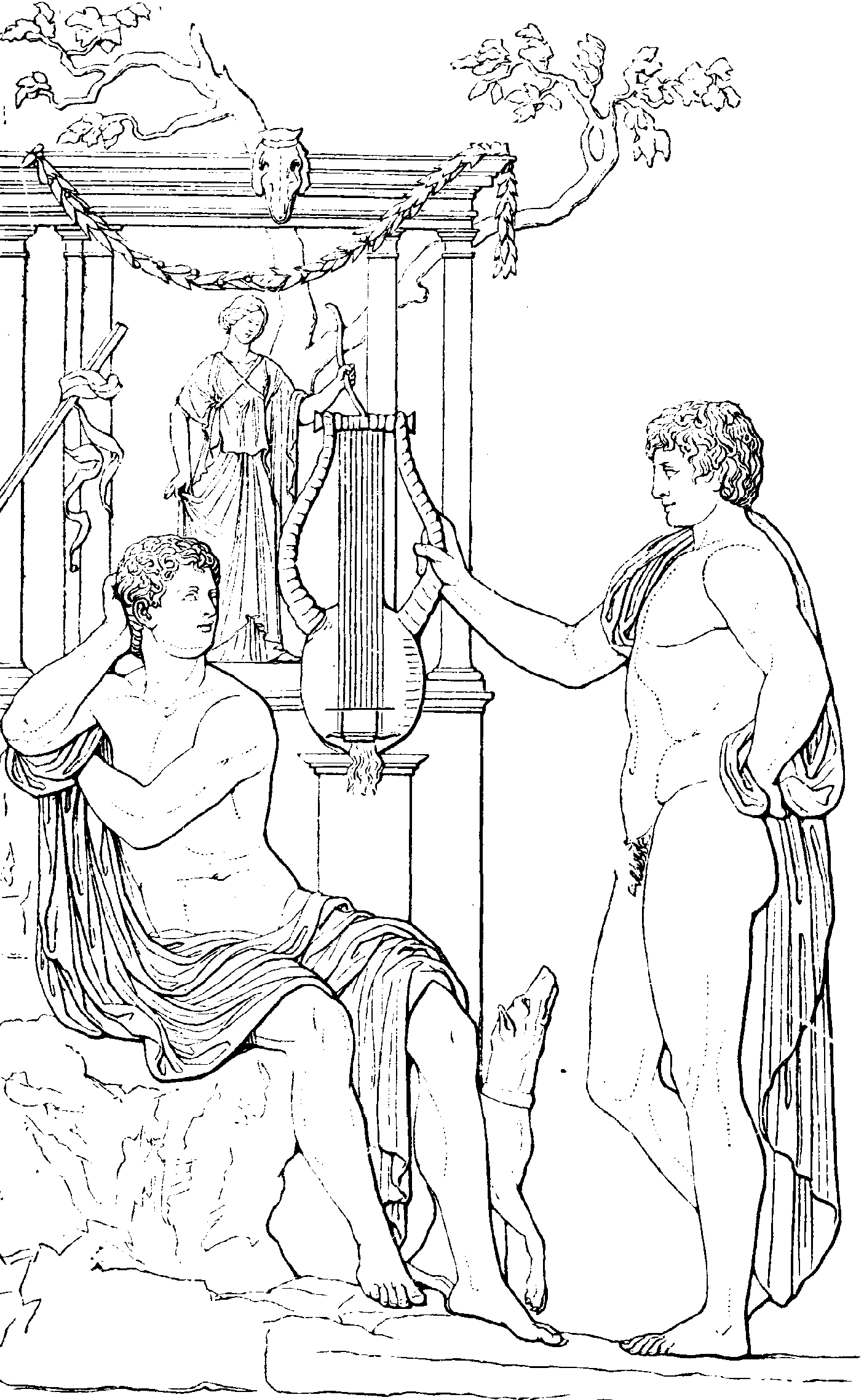
Zeto retratado na imagem acima.

Zeto é filho de Antíope, rainha de Tebas com Epopeu (rei do Sicião). Sua mãe o deixou no Monte Citerão, juntamente com seu irmão Anfião, filho de Zeus, onde encontrados por pastores, tiveram sua criação. 
Anos depois, Anfião se dedicava às artes, principalmente depois que Apolo lhe deu uma lira, e Zeto se dedicava a caça. Tempos depois ainda assumiram o trono de Tebas.